# Guasila
Guasila (sardisk: Guasìba, Guasìlla) er en by og en kommune (comune) i provinsen Sud Sardegna i regionen Sardinien i Italien. Byen ligger i 210 meters højde og har 2.676 indbyggere (2016). Kommunen har et areal på 43,51 km² og grænser til kommunerne Gesico, Furtei, Guamaggiore, Ortacesus, Pimentel, Samatzai, Segariu, Serrenti, Villamar og Villanovafranca.